# پاوائو (بازیکن فوتبال)
پاوائو (به پرتغالی: Pavão) (به پرتغالی: Marcelo Pereira Moreira) مدافع اهل برزیل است که در شهر ریسیف و در تاریخ ۱۵ آوریل ۱۹۷۴ به دنیا آمده‌است.
پاوائو در تیم‌های فوتبال سائوپائولو سابقهٔ حضور دارد.